# Alexandra Robbins
Alexandra Robbins, née en 1976, est une journaliste et essayiste américaine, auteur d'une enquête sur la société secrète Skull and Bones – créée en 1832 à l'Université Yale – publiée en 2002 sous le titre Secrets of the Tomb: Skull and Bones, the Ivy League, and the Hidden Paths of Power.

## Biographie
« Lors de ma dernière année d'étude [à l'université Yale], signale le président George Bush junior dans son autobiographie, j'ai rejoint la société secrète Skull and Bones [littéralement 'Crâne et Os'], une société tellement secrète que je ne peux pas en dire plus. »
Bush gouverne la Maison Blanche dans l'opacité la plus totale : Par Alexandra Robbins - USA Today, 25 septembre 2002